# MTV Video Music Brasil 1995
O Video Music Brasil 1995 foi a primeira edição da premiação realizada pela MTV Brasil. Ocorreu em 31 de agosto de 1995, na cidade de São Paulo. É chamada originalmente de Video Music Awards Brasil, sendo a primeira e única edição do evento a ser denominada assim. Concorriam clipes nacionais produzidos entre junho de 1994 e maio de 1995. A indústria fonográfica brasileira indicou os cinco finalistas por categoria, sendo os vencedores posteriormente escolhidos por júri formado pela MTV. A edição inaugural foi apresentada pela atriz Marisa Orth.
Marisa Monte foi a grande maior vencedora desta edição, recebendo cinco premiações: Videoclipe do Ano, Videoclipe de MPB, Direção (Claudio Torres e José Emílio Fonseca), Fotografia (Breno Silveira) e Edição (Sérgio Meckler). Skank recebeu o Prêmio Sim MTV, concedido à banda que mais havia se destacado e evoluído no período de um ano.

## Vencedores e indicados
No MTV Video Music Brasil de 1995, um total de 29 artistas foram indicados em 11 categorias.
|  | Indica o ganhador dentro de cada categoria. |

| Videoclipe do Ano Marisa Monte – "Segue o Seco" - Nando Reis – "Me Diga" - Os Paralamas do Sucesso – "Uma Brasileira" - Raimundos – "Bê a Bá" - Skank – "Te Ver"                             | Escolha da Audiência Os Paralamas do Sucesso – "Uma Brasileira" - Barão Vermelho – "Daqui Por Diante" - Marisa Monte – "Segue o Seco" - Nando Reis – "Me Diga" - Skank – "Te Ver" - Viper – "Coma Rage" | Artista Revelação Pato Fu – "Sobre o Tempo" - Chico Science e Nação Zumbi – "Da Lama ao Caos" - Jorge Cabeleira – "Carolina" - Mundo Livre S/A – "Livre Iniciativa" - Planet Hemp – "Legalize Já" |
| Videoclipe de Pop Os Paralamas do Sucesso – "Uma Brasileira" - Cássia Eller – "Malandragem" - Cidade Negra – "A Sombra da Maldade" - Lulu Santos – "Tudo Igual" - Skank – "É Proibido Fumar" | Videoclipe de Rock Raimundos – Bê a Bá - Barão Vermelho – "Daqui Por Diante" - Jorge Cabeleira – '"Carolina'" - Planet Hemp – '"Legalize Já'" - Virna Lisi – '"Eu Quero Essa Mulher Assim Mesmo'"       | Videoclipe de Rap Gabriel, o Pensador – "175 Nada Especial" - Athalyba e a Firma – "Política" - Código 13 – "Foge Garoto" - DMN – "A Forma Originamental" - Sistema Negro – "Cada Um Por Si"      |
| Videoclipe de MPB Marisa Monte – "Segue o Seco" - Djavan – "Sem Saber" - Nando Reis – "Me Diga" - Ney Matogrosso – "Amendoim Torradinho" - Zélia Duncan – "Tempestade"                       | Democlipe The Teahouse Band – "Leaving It All Behind" - Acústicos & Valvulados – "Dynamite" - Cavalo do Cão – "Sexo Turismo" - Diorama – "Postcard" - Gueto – "Ilustre Desconhecido"                    | Direção em Videoclipe Marisa Monte – "Segue o Seco" - Arnaldo Antunes – "Alegria" - Nando Reis – "Me Diga" - Os Paralamas do Sucesso – "Uma Brasileira" - Skank – "É Proibido Fumar"              |
| Edição em Videoclipe Marisa Monte – "Segue o Seco" - Barão Vermelho – "Daqui Por Diante" - Cidade Negra – "A Sombra da Maldade" - Nando Reis – "Me Diga" - Skank – "Te Ver"                  | Fotografia em Videoclipe Marisa Monte – "Segue o Seco" - Nando Reis – "Me Diga" - Ney Matogrosso – "Amendoim Torradinho" - Skank – "Te Ver" - Zélia Duncan – "Tempestade"                               | Prêmio Sim MTV Skank |

## Shows
- Marisa Monte – "Segue o Seco" / "Panis et Circencis"
- Virna Lisi e Marku Ribas – "Eu Quero Essa Mulher Assim Mesmo"
- Planet Hemp – "Legalize Já"
- Gilberto Gil e Chico Science e Nação Zumbi – "Macô"
- Os Paralamas do Sucesso e Carlinhos Brown – "Uma Brasileira"
- Titãs – "Domingo" / "Será Que É Isso Que Eu Necessito?"
- Sepultura com João Barone, Charles Gavin e Carlinhos Brown – "Territory" / "Kaiowas"